# 纳加帕蒂南

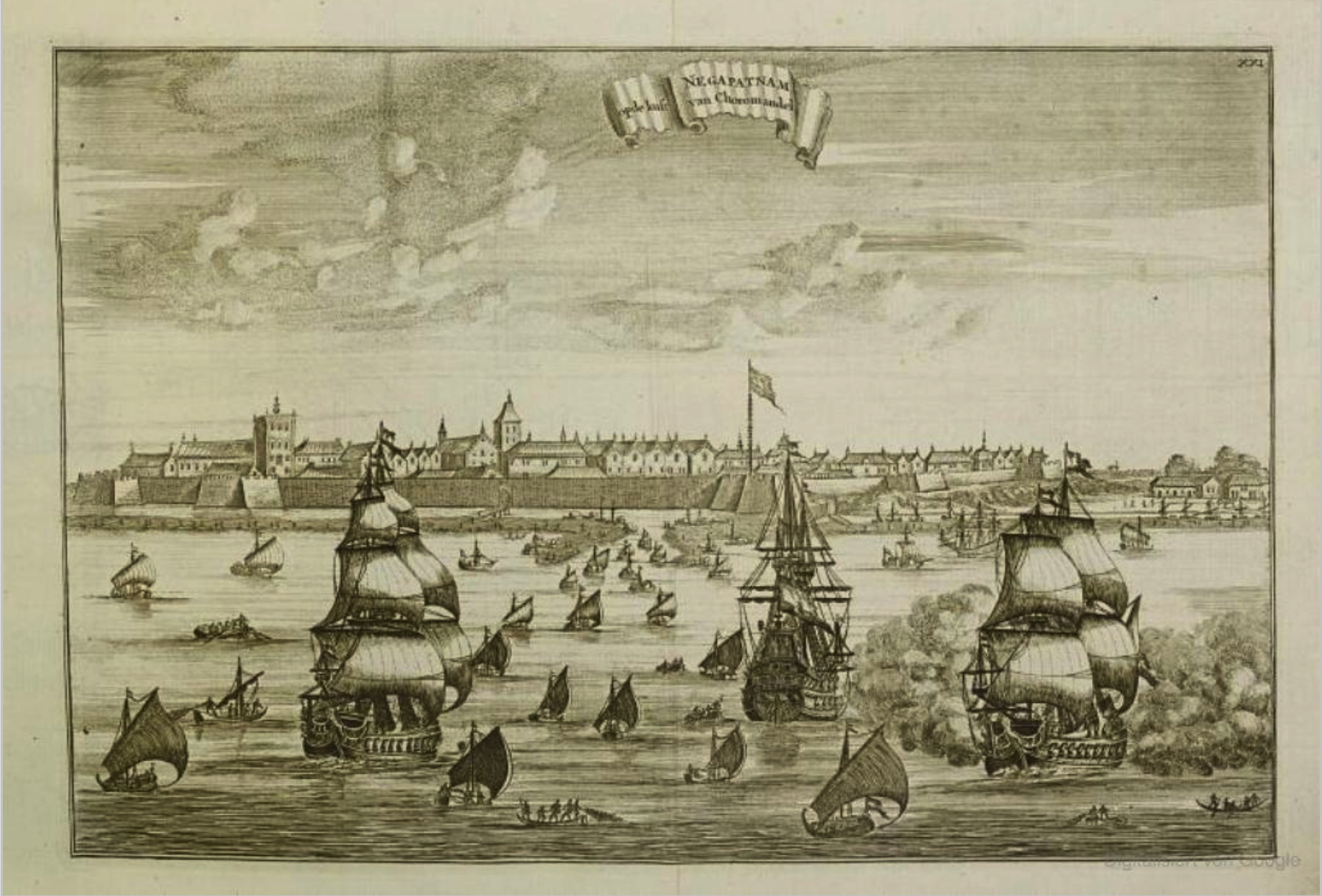
Nagapattinam

纳加帕蒂南，又译纳格伯蒂讷姆，印度泰米尔纳德邦的一个港口城市。《大唐西域求法高僧传》中译作那伽钵亶那，元代汪大渊《島夷志略》将这里称为“八丹”和“土塔”，因当时这里有一个中国砖塔，现已倒塌不存。
明朝称之为小琐里，《外国词》记载“（永乐中）琐里贡物独盛，小琐里并图上土地、山川”。